# بوداپست (ترانه جورج ازرا)
«بوداپست» تک‌آهنگی از هنرمند اهل بریتانیا جورج ازرا است.
این تک‌آهنگ در چارت‌های نیوزلند، اتریش در رتبه اول و در چارت‌های ایتالیا، اسکاتلند، فرانسه، استرالیا، سوئیس، فلاندرز، بریتانیا جزو ده ترانه اول قرار گرفت.